# اویدملینس
اویدملینس (به اسپانیایی: Ulldemolins) یک شهرستان در اسپانیا است که در استان تاراگونا واقع شده‌است.

## خصوصیات
اویدملینس ۳۸٫۲ کیلومترمربع مساحت و ۴۸۱ نفر جمعیت دارد و ۴۸۱ متر بالاتر از سطح دریا واقع شده‌است.